# D-box
Die d-box (mit dem Beinamen Multimedia-Terminal) war ein Digitalreceiver, der ab 1996 von dem deutschen Medienkonzern Kirch-Gruppe vertrieben wurde, der 2002 in Insolvenz ging. Die ursprüngliche d-box 1 wurde später von der neu entwickelten d-box 2 abgelöst. Die Receiver dienten primär zum Empfang des Kirch-eigenen Pay-TV-Anbieters DF1, der später zu Premiere World umbenannt wurde und heute Sky Deutschland heißt. Mit den Boxen, die es als Version für Satelliten- oder Kabelempfang gab, konnten aber auch Free-TV-Programme empfangen werden. Sie wurden als Mietgeräte und ab August 1996 auch als Kaufgeräte für 890 DM im Fachhandel angeboten. Die d-box 1 wurde von Nokia entwickelt und produziert, die Software der d-box 2 war eine Eigenentwicklung des Kirch-Tochterunternehmens BetaResearch, die auf Hardware lief, die teils von Nokia, teils von Sagem und Philips produziert wurde. Eine d-box 3 war bei BetaResearch bereits in Planung, ist aber nie erschienen. Seit 2001 werden keine neuen Geräte mehr produziert.
Wegen ihrer leistungsfähigen technischen Grundkonzeption und der Möglichkeit, alternative Linux-basierte Betriebssysteme aufzuspielen, war die d-box 2 bis etwa in die 2010er Jahre eine relativ beliebte Plattform für Selbstbauprojekte. Weil das Gerät bauartbedingt auf die SD-Fernsehauflösung beschränkt ist und daher kein HD-Empfang möglich ist, nimmt diese Nutzungsvariante ab.

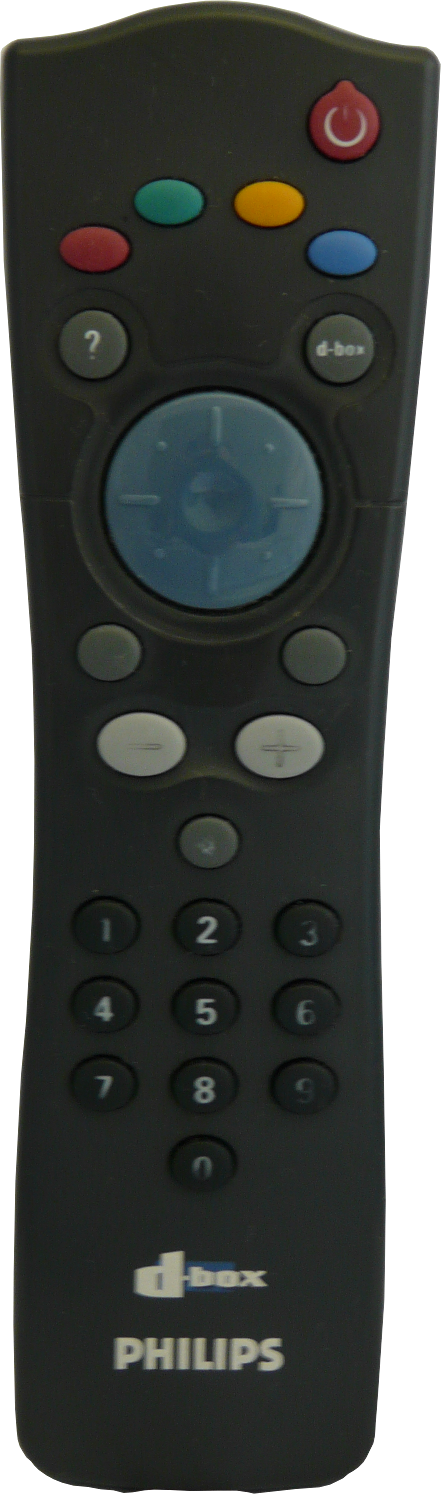
Fernbedienung der d-box 2 von Philips

## Geschichte und Entwicklung
Die d-box 1 war der erste DVB-fähige Receiver, der in sehr großen Mengen produziert und im deutschsprachigen Raum vermarktet wurde. Zunächst hatte der Bezahlfernsehanbieter DF1 den Anbieter Nokia mit der Entwicklung und Produktion beauftragt, später nutzten auch Premiere, die Deutsche Telekom und der ORF die d-box als technische Plattform für das eigene Programm. Nachdem Kirchs DF1 mit Premiere fusionierte, konnte der Decoder gegen eine Gebühr (in Verbindung mit einem Abonnement) gemietet werden. Nach der Fusion bekamen nun auch andere Hersteller wie Philips und Sagem Lizenzen, um eine Set-Top-Box mit dem Markennamen d-box zu produzieren. Dies beschränkte sich jedoch nur auf den Nachfolger, die d-box 2.
Seit 2007 werden d-box-Geräte der Marke Sagem von einigen Kabelnetzbetreibern als Receiver wegen veralteter Technik nicht mehr akzeptiert.
Seit 2001 werden keine neuen Geräte mehr produziert, im Handel befindliche Exemplare sind größtenteils Rückläufer ehemaliger Mietgeräte (auch als refurbished oder industrieüberholt bekannt), die zeitweise noch von Premiere oder diversen Fachhändlern recht günstig auch zum Teil mit Abonnements vermarktet wurden.
Im Vergleich zu anderen Set-Top-Boxen war der Wertverfall bei d-boxen erstaunlich langsam, so dass beim Kauf von Privat-Gebrauchtgeräten oder auch in diversen Online-Auktionshäusern recht hohe Preise erzielt wurden. Dies ist auch darauf zurückzuführen, dass die Geräte (d-box 1 und 2) auch mit alternativen Betriebssystemen bestückbar sind, die die technischen Möglichkeiten der Geräte wesentlich besser ausnutzen können, was für viele Nutzer ein Kaufargument darstellte. Die weitere Entwicklung ist bzw. war maßgebend von diesen alternativen Betriebssystemen gekennzeichnet. Das wird unter anderem daran deutlich, dass unzählige Webseiten und Foren entstanden sind, die sich zum Teil sogar nur auf diese Geräte spezialisiert haben.
Gegenwärtig werden die alternativen Betriebssysteme der d-box 2 zwar nur noch vom Tuxbox-Projekt weiterentwickelt. Es sind jedoch diesbezüglich inzwischen auch Geräte mit moderner HD-Technik am Markt, die mit Derivaten dieser Software wie z. B. Enigma2 oder Neutrino-HD serienmäßig hergestellt werden und vom Tuxbox-Projekt bzw. anderen Projekten auch für andere Plattformen weiter portiert bzw. entwickelt werden.

## Technik
Die d-box gibt es für den Empfang von DVB-S oder von DVB-C.
Die d-box für Satellitenempfang wird wie jeder andere Satellitenempfänger mittels eines Universal-LNB für Digitalempfang an die Satellitenschüssel angeschlossen. Genau 70 Fernsehsender konnte die d-box 1 via Satellit anfangs finden, darunter alle 17 DF1-Programme sowie verschlüsselte skandinavische, niederländische und französische Kanäle. In Deutschland wurde allerdings ausschließlich DF1 als Abonnement angeboten.
Die Kabelversion der d-box ist in jedem für den digitalen Empfang (DVB-C) ausgebauten Kabelnetz einsetzbar.
Zur Steuerung der d-box wurde ein elektronischer Programmführer unter der Bezeichnung T.O.N.I. (Tele-Online-Navigations-Instrument) eingesetzt, welcher die Benutzung der relativ komplexen Technik erleichtern sollte.

## Empfang von Bezahlfernsehen
Beide d-box-Generationen waren ursprünglich für den exklusiven Empfang des Programms von DF1 (d-box 1) und auch später für Premiere vorgesehen. Als Crypt-System wurde Betacrypt verwendet. Andere Verschlüsselungssysteme werden außer bei Einbau eines sogenannten Multicams nicht unterstützt. Auch werden für den jeweiligen Empfang (Kabel, Satellit) bestimmte Smartcard-Typen benötigt, die zusammen mit einem Abonnement an die Nutzer weitergegeben werden. Ein Austausch eines CI-Moduls ist nicht ohne größere technische Eingriffe möglich. Das 2003 eigens für Premiere entwickelte Verschlüsselungssystem Nagravision Aladin funktioniert mit einer Art Tunnelung der vorhandenen Betacrypt-Plattform. Auch hier sind mehrere Kartentypen notwendig. Das Ganze zieht auch ein gewisses Wirrwarr an Nutzungslizenzen mit sich, da auch weiterhin diverse Programmanbieter Betacrypt und diverse Kabelprovider das System nutzen. Pikant ist derzeit die Rechteverwertung verschiedener Programmanbieter. Ein populäres Beispiel ist die derzeitige Rechteverwertung der Bundesliga. Das Konsortium arena, das ab 2006/07 für drei Jahre die Rechte an der Fußball-Bundesliga erworben hatte, sicherte anfangs die Verwendbarkeit der d-box-Geräte zu. Da aber Premiere einen Nutzungsvertrag mit seiner Vertriebsplattform aufkündigte, wird das Programm mit Cryptoworks verschlüsselt. Somit ist ein Empfang dieses Programmes mit einer d-box 2 ohne technischen Umbau ausgeschlossen, da sich dort das Conditional Access Module nicht austauschen lässt. Inzwischen kann man Arena (Kanal „arena home (Premiere)“) dank eines Vertrages zwischen Premiere und Arena auch über die d-Box (beide Generationen) empfangen. Hierzu ist kein Umbau notwendig.
Dank eines Zusatzmoduls (Multicam), das man in eine d-box 2 einbauen kann, lassen sich auch Bezahlfernsehkanäle mit anderen Verschlüsselungssystemen als Betacrypt empfangen. Da das aber nur mithilfe von Linux auf der d-box und illegaler Zusatzsoftware möglich ist, ist es verboten, andere Verschlüsselungssysteme zu dekodieren. Auch verstößt man gegen den Lizenzvertrag von Premiere, da die d-Box nur eine Betacrypt-Lizenz besitzt.

## Erweiterungen
Die Betriebssoftware, mit der die d-box-Geräte ausgeliefert werden, wurde von den Geräteherstellern und maßgebend von Betaresearch, einem Tochterunternehmen der Kirch-Gruppe, entwickelt. Die Updates wurden via Satellit oder Kabel eingespielt. Geplant war, dass Pay-per-View-Sendungen mit dem integrierten Modem per Telefonleitung abgerechnet werden sollten. Auch sollte es möglich sein, in Verbindung mit PC oder externen CD-ROM-Laufwerken Video-CDs abspielen zu können.
Bezahlfernsehen und damit auch der Verkauf von d-boxen entwickelte sich in Deutschland jedoch sehr schleppend, was durchaus auf die recht monopolistisch angelegten Marktstrategien der Kirchgruppe und der für die Einführungszeit doch recht hohen Abopreise zurückzuführen war. Auch war das technische Konzept, eine Set-Top-Box als Multimediazentrale ins Wohnzimmer zu stellen und für verschiedene Dienste und Fernsehen zu nutzen, zwar sehr interessant, aber auch seiner Zeit voraus. Heutige Pay-per-View-Systeme basieren auf einer Übertragung des individuellen Freischaltsignals durch das Programmsignal und Bestellung via Internet, SMS oder Telefon.

## d-box Varianten

### d-box 1

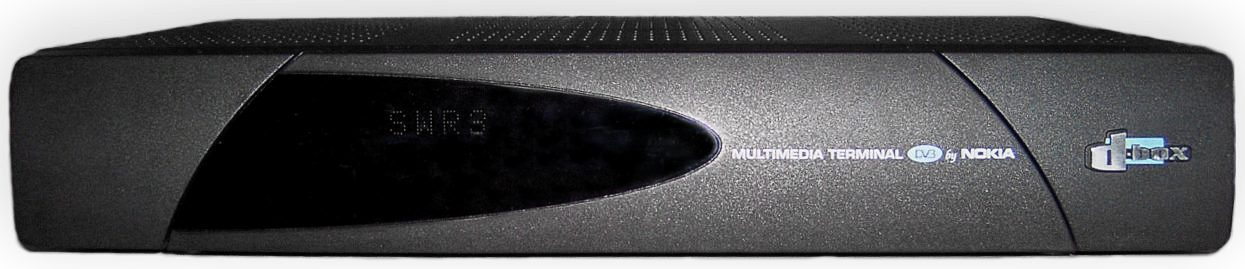
d-box 1 von Nokia

d-box 1 (auf Basis von Motorola Coldfire):
- Nokia (Satellit) (DVB-S)
- Nokia (Kabel) (DVB-C)

Die d-box 1 ist genau genommen ein umbenannter Nokia Mediamaster 9500 mit Betanova- statt Nokia-Software, und darüber hinaus gibt es zwei Hardware-Versionen, die sowohl äußerlich als auch funktionell Unterschiede aufweisen: Die ältere Version hat die Antennenanschlüsse rechts und meistens einen freien Sockel für eine RAM-Erweiterung (aber nur 1 MB RAM onboard), bei der neueren Version sind die Antennenbuchsen links über der SCSI-Schnittstelle und 3 MB RAM ab Werk fest eingebaut.

#### Anschlüsse
Die d-box 1 bietet verschiedene Anschlussmöglichkeiten, die neben dem digitalen Fernsehen und der Video-CD auch die nach Angaben von DF1 „Integration von bisher computergestützten, interaktiven Diensten wie Online-Zugang, E-Mail und Home-Banking sowie verschiedene CD-Anwendungen“ ermöglichen sollten:
- Controller (VCR) – Steuerung eines Videorecorder (Rec/Play) über ein externes IR-Modul. Die 0/12-Volt-Buchse (Schaltsignal) steuerte den Verteiler für den analogen Receiver.
- 2× Cinch (Audio R/L) – Tonsignal links und rechts. Die d-box gibt die Audioformate Mono, Stereo, Zweikanalton und im Stereosignal versteckt auch Dolby ProLogic wieder. Die Wiedergabe von Dolby Digital AC3 ist ohne weiteres nicht möglich; es kann ein optischer Ausgang für Dolby-Digital-AC3-Ton nachträglich eingebaut werden, der jedoch nur unter DVB2000 funktioniert.
- 3× Scart – für Videorecorder (VCR), Fernseher (TV) und ein weiteres Gerät, z. B. analoge Sat-Receiver oder DVD-Player (AUX). Alle Buchsen liefern neben RGB für hohe Bildqualität das „normale“ FBAS-Signal und den Ton.
- RJ-12-Modul (Telephone) – das integrierte V.22bis-Modem (1200–2400 bit/s) stellte die Verbindung zum Programmanbieter DF1 über den Telefonanschluss her. Hierüber sollten vor allem Pay-per-View-Angebote abgerechnet werden. Premiere und andere Anbieter nutzen diese Abrechnungstechnik jedoch nicht. Die Modemfunktion wurde jedoch von Premiere für den Testbetrieb einer E-Mail-Anwendung benutzt, mit der es möglich war, E-Mails mit der d-box zu empfangen und zu versenden.
- RS232 DB9 (PC) – dient als Anschluss an den PC oder einen Drucker. Der Buchse wurde anfangs keine Funktion zugeteilt. Geplant war u. a. die PC-Steuerung oder der Ausdruck der Gebührenabrechnung. Über die RS232-Buchse kann eine neue Betriebssoftware aufgespielt („geflasht“) werden.
- F1-SAT-Anschluss (nur Sat-Version), auch LNB – für den Anschluss an die Satellitenschüssel. Für den Parallelanschluss eines analogen Receivers an die Schüssel benötigte man allerdings einen Extra-Verteiler.
- IEC-Antenne und TV/VCR (nur Kabelversion) – zum Anschluss an das Kabelnetz; der Ausgang schleift das Kabelsignal zum Fernseher oder Videorecorder durch.
- SCSI 2 (50-polige Mini-DSUB-Buchse) – für den Anschluss von CD-ROM-Laufwerken, digitalen Videorecordern oder PCs. Das Datenformat ist MPEG2 mit 5 MBit/s synchron und 3 MBit/s asynchron.

#### Probleme
Mit der letzten offiziellen Betriebssoftware „Betanova 1.3T MediaVision“ sind die Fehler der d-box 1 weitestgehend behoben. Ein Problem bereitete früher die lange Installation der d-box 1, es dauerte bis zu einer Stunde oder länger, bis die Betriebssoftware geladen wurde. Das allerdings ist heute nicht mehr erforderlich. Beim Zappen durch die Fernsehprogramme benötigt die d-box 1 zuvor teilweise mehrere Sekunden, um die jeweiligen Programme zu entschlüsseln oder einen Programmwechsel durchzuführen, und es gab nicht selten Systemabstürze. Unter anderem aus diesem Grund wurde die Alternativsoftware DVB2000 entwickelt, die noch schnellere Umschaltzeiten und vor allem weitere Vorteile beim Satellitenempfang bietet.
Seit dem 30. April 2012 gibt es Ruckler beim Empfang verschiedener Sender. Eine Vermutung ist, dass die Datenrate zu dynamisch für die Hardware der d-box 1 ist.
In modernisierten Kabelnetzen durchsucht die d-box bei einem Komplett-Sendersuchlauf nicht alle Kanäle (z. B. nicht die Sonderkanäle S2 und S3). Diese waren früher nicht belegt, jetzt werden auch auf diesen Kanälen digitale Programme ausgestrahlt. Um diese Kanäle mit der d-box ansehen zu können, muss ein manueller Sendersuchlauf auf den fehlenden Kanälen durchgeführt werden.

#### Alternatives Betriebssystem für die d-box 1
Seit 1998 gibt es die alternative Betriebssoftware DVB2000 (ehemals: DVB98).
Entwickelt wurde es von dem Programmierer Uli Herrmann (alias Dr. Overflow) und ist sowohl für Otto-Normal-Verbraucher als auch für Profis (Sat-DXer) geeignet. DVB2000 wurde bis in die Softwareversion 2.00.0 beta 8 entwickelt.
Durch die hardwarenahe Programmierung in Maschinensprache ist DVB2000 in vielerlei Hinsicht der Originalsoftware BetaNova von BetaResearch überlegen. Neben der wesentlich besseren Ausnutzung der Hardware unterstützt DVB2000 den hardwaremäßig vorhandenen und von BetaNova nie genutzten SCSI-2-Controller. Dadurch lassen sich SCSI-Geräte wie Festplatten oder CD-ROM-Laufwerke mit der d-box 1 verbinden, die z. B. für die Wiedergabe von Audiodateien sowie Musiktiteln genutzt werden können. Der wohl wichtigste Vorteil von DVB2000 ist die Möglichkeit, via SCSI-Verbindungskabel die d-box 1 mit einem handelsüblichen Computer mit SCSI-Hostadapter zu verbinden, um so direkt die Audio- und Video-Daten aufzunehmen.

### d-box 2
d-box 2 (auf Basis von PowerPC):
- Nokia (Satellit)
- Nokia (Kabel)
- Philips (Satellit)
- SAGEM (Satellit)
- SAGEM (Kabel)

Es gibt unterschiedliche Hardware-Versionen, deren Unterschiede sich jedoch auf Anzahl und Hersteller des Flash-Speichers (Ein oder zwei Chips der Hersteller Intel und AMD) und die Version des MPEG-Decoder-Chips „Avia“ beschränken (Versionen: Avia 500 (ältere Nokia d-box 2) und Avia 600 (Sagem, Philips und neuere Nokia d-box 2)).
Für den Endanwender sind die Unterschiede minimal, aber nicht unbedeutend, insbesondere, wenn ein alternatives Betriebssystem benutzt werden soll.
Die d-box 2 verfügt über ein markantes LC-Display mit einer Auflösung von 120 × 64 Bildpunkten.
Sie wurde ab Ende 1999 als Mietgerät ausgegeben und kam in der zweiten Jahreshälfte 2000 als Kaufgerät für knapp 400 DM in den Handel. Im Oktober desselben Jahres wurde der digitale Ausgang durch ein Softwareupdate aktiviert.

#### Anschlüsse
- Scart-Buchsen: Anschluss für einen Fernseher und einen Videorecorder.
- integriertes 56k-Modem mit RJ11-Buchse: Das Modem war ursprünglich wie bei der d-box 1 für Pay-per-View-Angebote sowie interaktive Dienste mit Rückkanal (E-Mail-Anwendung) vorgesehen. Dies wurde jedoch nie offiziell umgesetzt, sondern blieb nur im Versuchsstadium.
- integrierter RJ45-Ethernet-Anschluss: Eine 10-MBit/s-Halb-Duplex-Netzwerkschnittstelle. Im Originalsystem wird die Netzwerkschnittstelle nicht genutzt. Wird Linux als Betriebssystem verwendet, ist diese Schnittstelle zum Datenverkehr mit der d-box wie z. B. der Installation unverzichtbar.
- RS-232-Buchse: diente als Anschluss an den PC oder einen Drucker. Der Buchse wurde anfangs keine Funktion zugeteilt. Geplant war u. a. die PC-Steuerung oder der Ausdruck der Gebührenabrechnung. Diese Pläne wurden aber nie umgesetzt: So ist in der Originalsoftware auch diese Schnittstelle ohne Funktion bzw. nur für Service-Techniker von Bedeutung.
- Audioausgänge: Analoge Cinchausgänge (L+R) sowie ein copybitgeschützter digitaler optischer Ausgang.
- Die Sat-Version der d-box 2 verfügt über eine F-Buchse zum Anschluss einer Satellitenschüssel (DVB-S) und eine weitere für den Anschluss eines analogen Sat-Receivers.
- Die Kabel-Version der d-box 2 verfügt über einen Koax-Antenneneingang (DVB-C) und einen weiteren Koax-Ausgang zum Durchschleifen des Empfangssignals zum Fernseher, Videorecorder und so weiter. Anders als es z. B. bei Videorecordern üblich war, wird das Bild der d-box selbst aber nicht auf das Antennensignal aufmoduliert und an den Fernseher weitergereicht. Hierzu ist eine Verbindung über Scart erforderlich.
- Speichermodul-Steckplatz: Anschluss einer internen Speichererweiterung (ist bei einigen älteren Boxen mit einem 16-MB-Speichermodul belegt, bei denen onboard nur 16 MB Speicher aufgelötet wurden). Auch der Anschluss eines ATA-Adapters zum Anschluss von Festplatten ist möglich (war jedoch vom Hersteller nicht vorgesehen).

#### MHP-Tauglichkeit
d-box-2-Geräte konnte man im Gegensatz zur d-box 1 für damalige Verhältnisse als relativ zukunftssicher bezeichnen. Die d-box 2 unterstützte mit entsprechender Softwareausstattung (BN3MHP) auch MHP, was damals als zukunftsträchtig galt, mittlerweile jedoch faktisch bedeutungslos ist. Für Entwickler und zu Versuchszwecken wurden auch nur wenige Geräte mit der entsprechenden Software ausgeliefert, welche aber nie offiziell auf den Markt gekommen sind.
Geräte mit dieser MHP-Software sind daher auch nicht von Premiere (heute Sky) zertifiziert worden, obwohl auch hier beispielsweise die Jugendschutzfunktion wie in den Vorgängerversionen implementiert war. Nach dem Ende der Kirch-Gruppe und somit auch Betaresearch wurde die Weiterentwicklung komplett eingestellt. Premiere zeigte auch kein Interesse an einer Weiterentwicklung und hat sich nachfolgend komplett von dieser Art der Hardwarevermarktung getrennt. Dies ging folglich und zeitgleich mit dem Ende der Herstellung der d-box 2 einher.

#### Probleme
Da durch den Zerfall der Kirch-Gruppe auch BetaResearch aufgelöst wurde, wurde auch die Software der d-box 2 nicht mehr weiterentwickelt. Die letzte und aktuelle offizielle Version „betanova 2.01“ gilt als relativ stabil. Doch gilt die d-box 2 als nicht so ausgereift wie das Vorgängermodell.
Auch das LC-Display weist einen weit verbreiteten Fehler auf: Es zeigt überwiegend bei der Nokia-Variante vertikale Streifen an, die mehr oder weniger störend wirken. Sie entstehen, da sich der Klebstoff des Kabels vom Display zur Platine löst. Die lassen sich jedoch mit etwas handwerklichem Geschick vorübergehend entfernen. Zudem gibt es neu hergestellte Displays in verschiedenen Farben, die nicht mehr anfällig für Streifen sind.

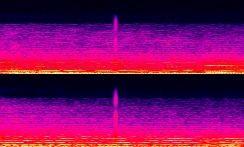
Abbildung der Spektralansicht eines typischen Knacksers (Tonstörung) bei einer d-box 2 von Nokia

Bei Boxen mit AVIA600-Chipsatz und bei einigen wenigen mit AVIA500-Chipsatz (Sagem-Boxen in grauem Gehäuse sind am häufigsten betroffen) tritt folgendes Problem mit dem Ton auf: störende Knackgeräusche, die meistens erst nach einer Aufwärmphase von ca. 20 bis 25 Betriebsminuten beginnen, in mehr oder weniger kurzen Intervallen auftreten und den Hörgenuss von Rundfunksendungen mit vielen leisen Stellen erheblich beeinträchtigen können. Es kann auch vorkommen, dass dieses Knacksen nur beim Umschalten auftritt. Vergleichen kann man Knacksen oder Knistern mit dem Abspielen einer schlecht entstaubten Schallplatte. Diese Störungen sind sowohl in der BetaNova- als auch bei den verschiedenen Linuxvarianten der d-box 2 deutlich zu hören. Die Ursache für das Knacksen liegt beim AVIA600-Chipsatz. Was aber genau passiert, ist bis jetzt noch unklar. Unter Linux Neutrino kann ein Austausch der UCodes Abhilfe schaffen.

#### Linux auf der d-box 2

##### Grafische Benutzeroberflächen
Die Tatsache, dass die d-box 2 über eine Linux-taugliche 66-MHz-PowerPC-CPU von Motorola verfügt, hat es einer freien Entwicklergemeinde, dem TuxBox-Projekt, ermöglicht, etwa seit dem Jahr 2000/2001 für die d-box 2, Linux-basierende grafische Benutzeroberflächen (GUIs) zu entwickeln. Die Leistungsfähigkeit der d-box2-Hardware wurde im Laufe der Jahre aber zunehmend ausgereizt, so dass es auch zu Portierungen auf andere Geräte kam. Entwickelt haben sich mehrere GUI-Projekte, die dank offener Quellcodes und GPL-Lizenz reichlich Verbreitung fanden:
- Neutrino ist eine der verbreitetsten daraus hervorgegangenen grafischen Benutzeroberflächen. Es findet vor allem durch funktionalen, aber schlichten Aufbau sehr großen Anklang. Das Design hat sich im Lauf der Jahre auch nur wenig verändert. Neutrino wurde inzwischen auch auf andere Plattformen portiert. Darüber hinaus wird Neutrino unter Verwendung des Zusatzes „HD“ inzwischen ebenfalls kommerziell von einigen Herstellern HD- und mehrfachtunerfähig eingesetzt. Es wird von der Firma CST und maßgeblich von der Nutzergemeinde weiter entwickelt. Auf dieser Basis arbeitet auch das TuxBox-Projekt weiterhin an Portierungen für andere Plattformen.
- Enigma ist grafisch aufwändiger als Neutrino und ähnlich wie Neutrino strukturiert. Enigma wurde auch als eines der ersten aus dem Projekt hervorgegangenen grafischen Benutzeroberflächen kommerziell genutzt. So wurde es z. B. von der Firma Dream Multimedia für einige Baureihen ihrer Receiver weiter entwickelt und eingesetzt. Darüber hinaus hat sich auch dadurch eine der größten Nutzergemeinden entwickelt.
- Lcars ist vom Design her am Aussehen der Computerbedienelemente der neueren Star-Trek-Serien und -Kinofilme orientiert. Es hebt sich aber deutlich von der Benutzerführung Neutrinos und Enigmas ab und wird nicht mehr weiter entwickelt.
- EliteDVB ist eine der ersten alternativen grafischen Benutzeroberflächen bzw. der Vorgänger von Enigma, die es für die d-box-2 gab. Es ist jedoch weniger bekannt und wird nicht mehr weiterentwickelt.

Nicht zuletzt wegen schnellerer Bedienbarkeit, durchdachter Benutzerführung und zahlreichen Features (Streaming Video, Aufnahme über Ethernet, schnelle Kanalsuche und so weiter) ist sehr schnell eine große Fangemeinde entstanden. Die Originalsoftware, welche in Java geschrieben ist, ließ die d-box 2, nicht zuletzt auch wegen stagnierender Weiterentwicklung, schnell an ihre Grenzen stoßen.

##### Pay-TV-Empfang
Diese Distributionen basieren alle auf dem Open-Source-Projekt TuxBox. Die offengelegten Quelltexte ermöglichten es versierten Programmierern, angepasste Versionen einiger Distributionen oder eigene Versionen mit Modifizierungen des Quellcodes zu verbreiten, die ein illegales kostenloses Anschauen des Bezahlfernsehsenders Sky bzw. des Programms von MediaVision im Kabel der Deutschen Telekom sowie diverser ausländischer Bezahlfernsehsender und des ORF ermöglichten. Nicht zuletzt deswegen kam Linux für die d-box 2 immer wieder in die Schlagzeilen. Die illegalen Erweiterungen werden von den Entwicklern des TuxBox-Projekts jedoch nicht unterstützt.
Da die d-box 2 mit Linux als Betriebssystem nicht den Zertifizierungskriterien von Premiere oder Sky gerecht wird, haben die Ersteller aller benannten regulär angebotenen Distributionen den Sky-Empfang deaktiviert. Mit einer minimalen Modifikation können Abonnenten von Sky auch unter Linux das Programm sehen, was aber gegen die AGB von Premiere im Punkt Mitwirkungspflicht verstößt. Auch darf keinerlei technische Unterstützung von Sky erwartet werden. Besitzer einer d-box 2 mit Linux können jedoch ihr reguläres Abo von Sky weiter nutzen, es sind bisher keine Restriktionen seitens Sky gegen offizielle Abonnenten bekannt, auch wenn man keinen Support für das alternative Betriebssystem bekommt.
Mittlerweile ist ein Empfang von Sky mit einer d-box2 nicht mehr möglich. Grund dafür ist, dass Sky so gut wie alle Sky-Sender auf HD umgestellt und am 22. März 2023 die meisten SD-Sender abgeschaltet hat. Bis auf ein paar wenige SD-Sender die Sky noch ausstrahlt, die aber auf Grund von anderen Smartcard-Typen und dem eingeführten Pairing ein Entschlüsseln mit einer d-box mittlerweile unmöglich machen.

##### Aufspielen
Zum Aufspielen eines Linuxsystems, das man durch das Einspielen („flashen“) von sogenannten Flash-Images erreicht, ist kein Umbau im Sinne von Austausch oder Umbau von Bauteilen an der Hardware der d-box 2 nötig. Es ist lediglich notwendig, das Gerät in den sogenannten Debug-Modus zu versetzen. In diesem ursprünglich den Entwicklern und Service-Technikern vorbehaltenen Modus kann die Software getestet und verändert werden, und nur so kann ein fremdes Betriebssystem wie Linux eingespielt bzw. ausgelesen und auch benutzt werden.
Nach entsprechender Modifizierung besteht jedoch kein Garantieanspruch mehr, da unter Umständen und je nach Vorgehensweise gewisse vorübergehende Eingriffe an der Hard- und Software vorgenommen werden müssen und dieser Eingriff unter Umständen nachvollziehbar bleibt. Dieses Vorgehen ist notwendig, da die Originalsoftware gegen Veränderungen je nach Hersteller der d-box-2 hard- und/oder softwareseitig geschützt ist.
Es stehen inzwischen mehrere Distributionen in Form sogenannter d-box-2-Images zur Auswahl. Neben den anfänglichen „Ur-Images“ wie z. B. den McClean-Images gab es als eine der ersten weit verbreiteten Distributionen die sogenannten AlexW-Images, die es allerdings nicht mehr in aktuellen Versionen gibt und die eigentlich nur noch auf diversen Websites als Backup zu finden sind. Ihre Nachfolger sind die Yadi-Images, die JTG-Images oder Images von anderen Anbietern, z. B. NovaTux-Images. Die Unterschiede in Funktion und Bedienung sind eigentlich gering, aber oft findet man in den verschiedenen Versionen technische oder funktionale Besonderheiten, die nicht in allen Versionen in gleicher Weise ausgeprägt sind.

#### Zusätzliche Hardware
Auch Hardware wird weiter für die d-box 2 entwickelt. So ist es Entwicklern gelungen, eine ATA- bzw. IDE-Schnittstelle und SATA-Schnittstelle zu entwickeln, die aus der d-box 2 einen Festplattenvideorecorder machen kann, und auch die Aufnahme auf SD-Karten ist möglich.